# Quartetto per archi n. 4 (Tippett)
Il Quartetto per archi n. 4 in è un quartetto per archi del compositore britannico Michael Tippett. Composto nel 1978, è in un unico movimento diviso in quattro parti collegate.

## Analisi del lavoro
1. Molto legato
2. Fast
3. Moderately slow
4. Finale (very fast)

Tempo di esecuzione: circa 22 minuti